# EXAPT

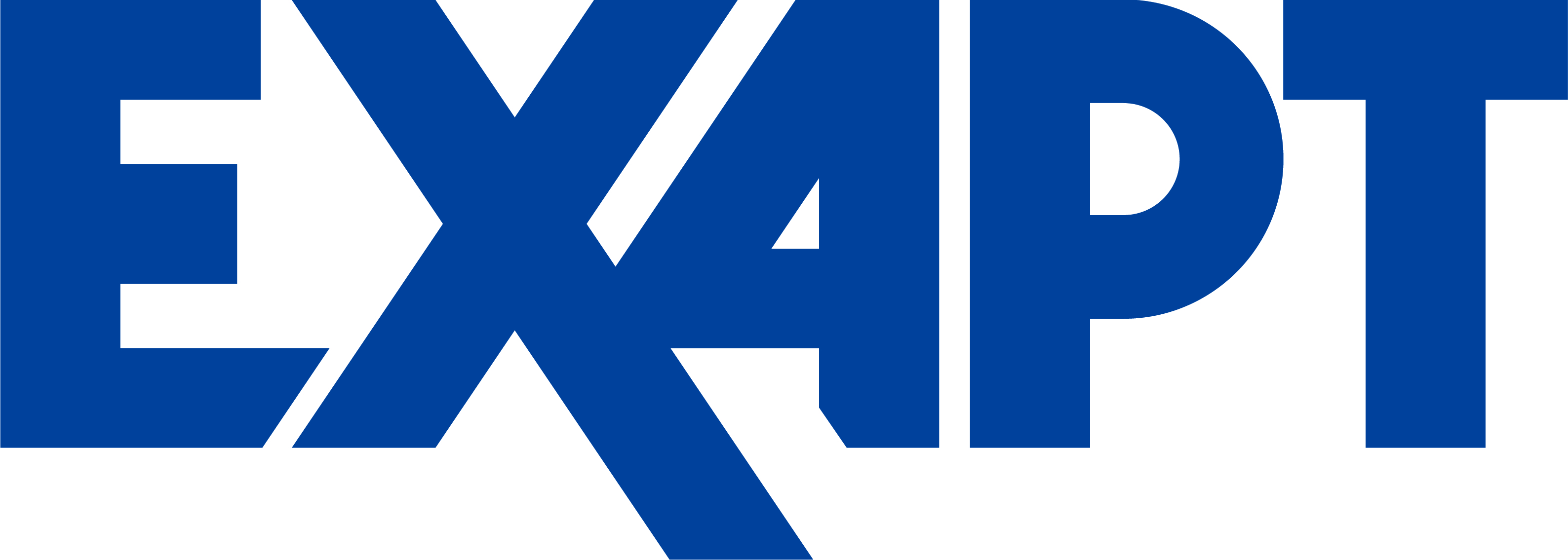
EXAPT-Logo

EXAPT („EXtended Subset of APT“) ist eine fertigungstechnisch orientierte Programmiersprache zur Erzeugung von NC-Programmen, um Steuerungsinformationen für Werkzeugmaschinen zu generieren, und ermöglicht die Berücksichtigung fertigungstechnischer Belange verschiedener Bearbeitungsverfahren.
EXAPT ist nach industriellen Anforderungen historisch gewachsen. Es wurden im Laufe der Jahre diverse Software-Lösungen für die Fertigungsindustrie geschaffen, die heute ein breites, skalierbares Leistungsspektrum mit zukunftsorientierten Produkten und Dienstleistungen bilden.
Unter dem Markennamen EXAPT versteht man heute in erster Linie ein CAD/CAM-System sowie eine Produktionsdaten- und Toolmanagement-Software der deutschen Firma EXAPT Systemtechnik GmbH mit Sitz in Aachen.

## Allgemein
EXAPT ist ein modular aufgebautes Programmiersystem für alle NC-Bearbeitungen wie
- Bohren
- Drehen
- Fräsen
- Dreh-Fräsen
- Nibbeln
- Brenn-, Laser-, Plasma- und Wasserstrahlschneiden
- Drahterodieren
- Bearbeitungen mit Industrierobotern

Die Haupt-Produktgruppen EXAPTcam und EXAPTcontrol sind durch ihren modularen Aufbau stufenweise ausbaufähig und ermöglichen individuell zugeschnittene Software-Lösungen für die Fertigungsindustrie, die sowohl eigenständig als auch im Verbund mit einem vorhandenen IT-Umfeld einsetzbar sind.

## Funktionalität
EXAPTcam deckt die Anforderungen zur NC-Planung insbesondere für die spanenden Verfahren wie Drehen, Bohren und Fräsen bis 5-Achs-Simultanbearbeitung ab. Dabei werden fortlaufend neue Verfahrenstechnologien, Werkzeug- und Maschinenkonzepte einbezogen. In die NC-Programmierung können Daten aus unterschiedlichen Quellen wie 3D-CAD-Modellen, Zeichnungen oder Tabellen einfließen. Die Möglichkeiten zur NC-Programmierung reichen von der sprachorientierten bis hin zur featureorientierten NC-Programmierung. Die integrierte EXAPT Wissensdatenbank sowie intelligente und skalierbare Automatismen unterstützen die Anwender. Die EXAPT-NC-Planung deckt auch die Erstellung der Fertigungsinformationen ab, wie Spann- und Werkzeugpläne, Voreinstelldaten oder Zeitberechnungen. Die realitätsnahen Simulationsmöglichkeiten der NC-Planung und NC-Steuerdaten bringen Sicherheit für die Fertigung.
EXAPTcontrol liefert eine neutral einsetzbare Technologie-Plattform für den Informationsverbund von der NC-Planung – bis in die Werkstatt. Das betrifft alle Fertigungsdaten, die zum Rüsten von NC-Bearbeitungsmaschinen, für die Beschaffung, die Voreinstellung und die Lagerhaltung von Betriebsmitteln erforderlich sind und durch EXAPTcontrol in einer zentralen Datenbank bereitgestellt werden. Neben klassischen Funktionen des Toolmanagementsystems (TMS), wie die Verwaltung von Zerspanwerkzeugen, Mess-, Prüf- und Spannmitteln ist auch das Technologiedatenmanagement und Tool Lifecycle Management (TLM) enthalten. Systemgestützte Verwendungsnachweise tragen z. B. dazu bei, den Betriebsmittelkreislauf durch gesicherte Bedarfsermittlung und Bedarfsdeckung in den Griff zu bekommen. Überflüssige Transporte und ungeplante dispositive Umstellungen entfallen, Lagerbestände werden reduziert, Rüstzeiten reduziert und der Durchsatz erhöht. EXAPTcontrol synchronisiert primär beteiligte Systeme innerhalb der Wertschöpfungskette. Lagersysteme, MES-Systeme oder ERP-Systeme (z. B. aus den Bereichen Einkauf und Produktion) arbeiten nicht mehr isoliert voneinander, sondern interagieren miteinander. EXAPTcontrol liefert die Basis zur Smart Factory, für mehr Flexibilisierung in der Produktion und eine beschleunigte Kommunikation.

## Geschichte
Als Spin-off der Universitäten Aachen, Berlin und Stuttgart wurde 1967 mit Gründung des EXAPT-Vereins (mit seinem Vorstand, dem Diplomingenieur und Siemens-Direktor Siegfried Waller) die Weiterentwicklung „EXAPT (EXtended Subset of APT)“ der Programmiersprache „APT (Automatically Programmed Tools)“ fokussiert und somit der erste Meilenstein für die EXAPT-Geschichte gelegt.   Noch im gleichen Jahr steht das System EXAPT 1 für Bohr- und einfache Fräsaufgaben zur Verfügung.
1969 beginnt die industrielle Anwendung von EXAPT 2 zur Programmierung von NC-Maschinen mit 2-achsiger Strecken- und Bahnsteuerung. Im Folgejahr startet die Entwicklung des EXAPT-Modul-Systems.
1972 erfolgt die Bereitstellung von EXAPT BASIC zur universellen, einheitlichen Programmierung aller NC-Aufgaben. Die Einsatzunterstützung erfolgt durch die EXAPT-Anwendungsberatung.
1973 erfolgt die Bereitstellung von EXAPT 1.1 zur Programmierung von strecken- und bahngesteuerten Bohr- und Fräsmaschinen sowie von Bearbeitungszentren. Auf der Hannovermesse (IHA 73) wird der interaktive Zugriff zu einem Zentralrechner über ein Time-Sharing-Terminal für die Teileprogrammeingabe und -korrektur vorgeführt und leitet die Ablösung der Lochkarte ein.
1974 werden die Möglichkeiten für den Einsatz von Prozessrechnern zur NC-Datenübertragung ausgelotet. EXAPT bietet als Vorreiter die Möglichkeit zur Ergebnissimulation beim Einsatz von Plottern mit der Darstellung von Werkzeugwegen und Werkzeug in Zuordnung zum Werkstück.
Im April 1975 wird die EXAPT NC Systemtechnik GmbH gegründet mit dem Ziel, kleineren und mittleren Unternehmen durch ein vollständiges Produkt- und Dienstleistungsprogramm den Einstieg in die NC-Technik zu ermöglichen. Im Folgejahr wird das Systemangebot durch weitere Systembausteine und Service-Programme sowie die Bereitstellung von Postprozessoren erweitert.
1978 werden die in den 1970ern begonnenen Entwicklungsarbeiten am EXAPT-Modulsystem abgeschlossen. Die unterschiedlichen Systemteile BASIC-EXAPT, EXAPT 1, EXAPT 1.1 und EXAPT 2 werden unter Nutzung moderner Softwaretechniken zu einem Gesamtsystem verbunden. Systemsupport und Anwendungsberatung entwickeln sich zu einem neuen Arbeitsschwerpunkt.
Anfang bis Mitte der 1980er werden neben Veröffentlichungen neuer portabler Softwarebausteine für CAD/CAM-Anwendungen (wie z. B. CAPEX, NESTEX, CADEX, CADCPL) die erste Version des EXAPT-DNC-Systems und die Erweiterungen des EXAPT-NC-Programmiersystems für die Bearbeitung gekrümmter Flächen präsentiert.
1988 erweitert EXAPT das Software-Produktangebot um Systeme für die Betriebsmittelverwaltung (BMO) und Fertigungsdatenorganisation (FDO). Zusammen mit firmenspezifischen Lehrgängen schult EXAPT allein im Jahr 1988 mehr als 1.300 Lehrgangsteilnehmer.
1992 wird die erste Version der vollständig neuen Produktgeneration EXAPTplus vorgestellt und eine Geschäftsstelle Dresden eröffnet.
1993 wird der Firmenname „EXAPT NC Systemtechnik GmbH“ in „EXAPT Systemtechnik GmbH“ geändert. EXAPTplus wird auf PC unter WindowsNT vorgestellt. Die Dezentralisierung des EXAPT-Systemeinsatzes erweitert den Anwendungsbereich erheblich. Im Folgejahr ist EXAPT-DNC auf handelsüblichen PC unter Windows lauffähig. Es kann auf Spezialhardware verzichtet werden und damit im Verbund mit dem datenbankgestützten EXAPT-Fertigungsdatenorganisationssystem (FDO) eingesetzt werden.
1995 ist EXAPTplus auch für komplexe Einsatzfälle wie Bearbeitung von Formkanälen an Strangpresswerkzeugen einsatzbereit. EXAPT-CADI sorgt für den Transfer von 2D-CAD-Daten nach EXAPTplus. Mit der neuen Geschäftsstelle Gießen wird der Vertrieb gestärkt. Im Folgejahr wird zur direkten Bearbeitung von NC-Steuerdaten mit Werkzeugwegdarstellung und Visualisierung der Werkzeuge der EXAPT-NC-Editor entwickelt.
Im Zuge des Markteintrittes von komfortablen 3D CAD-Systemen für die Solidmodellierung von Bauteilen wird 1997 eine umfangreiche Evaluation marktgängiger Systeme durchgeführt. Es fällt die Entscheidung für SolidWorks als Referenzsystem für die Solid-orientierte NC-Planung mit EXAPT.
1998 wird die erste Lösung für den Geometriedaten-Transfer zwischen SolidWorks und EXAPTplus erstellt. Die EXAPT-Organisationssysteme sind jetzt (neben SQL) auch unter Oracle lauffähig. Die Nutzung von Client-Server-Lösungen unterstützt die Informationsflüsse in der Fertigung.
1999 werden zur Unterstützung einer NC-gerechten Werkstückmodellierung in Verbindung mit EXAPTsolid AFR-Funktionen bereitgestellt. Für alle EXAPT-Systeme wird die Millenniumfähigkeit abgesichert. Mit AFR wird Neuland betreten für die Integration von Third-Party-Produkten.
2002 wird EXAPT-BMG zur Erstellung und Visualisierung von Werkzeugen mit zusätzlichen Funktionen für den Zusammenbau aus Komponenten entwickelt. Die Erfassung von Werkzeugen mit deren geometrischen und technologischen Ausprägungen bietet umfassende Unterstützung der NC-Planung mit den EXAPT-Systemen.
2003 steht EXAPTpdo bereit, um die Prozessketten in Fertigungsplanung und Fertigungsausführung unter den wachsenden Anforderungen sich ändernder Fertigungsbedingungen optimal zu gestalten.
2004 erfolgen vielfältige Systemerweiterungen in EXAPTplus, EXAPTsolid, EXAPT-NC-Editor, EXAPTpdo für die Komplettbearbeitung auf Dreh-/Fräszentren mit Ergebnisabsicherung durch umfangreichere Simulation auf der Basis von realNC (Tecnomatix), für den Einsatz neuer komplexer Werkzeugsysteme und für den Verbundeinsatz zwischen ERP-Systemen wie SAP und intelligenten CNC-Systemen. Im Folgejahr wird EXAPTpdo für die auftragsübergreifende Rüstoptimierung und Betriebsmittelbereitstellung, insbesondere bei Einzel- und Kleinserienfertigung mit Anbindung an Beschaffung und physikalischer Bestandsverwaltung, erweitert.
2006 stehen die EXAPT-Systeme im umfassenden Einsatz als Informationsplattform für die Fertigung, die Zeitwirtschaft und für ähnliche Anforderungen. Für EXAPTsolid erfolgen Erweiterungen für die featureorientierte Fräsbearbeitung und Maschinensimulation. Die NC-Programmierung komplexer Werkzeugmaschinen wie z. B. Dreischlitten-Dreh-/Fräszentren wird durch EXAPT-Systeme unterstützt, ebenso wie die Nutzung von multifunktionalen Werkzeugen.
2007 wird ein Modul für die simultane 3-5-Achsfräsbearbeitung präsentiert.